# 대한배드민턴협회
대한배드민턴협회(Badminton Korea Association, BKA)는 배드민턴경기의 진흥과 보급을 통해 국민체력향상 및 국위선양 도모를 목적으로 1998년 10월 14일 설립된 대한민국 문화체육관광부 소관의 사단법인이다. 사무실은 서울특별시 송파구 오륜동 88 올림픽회관에 있다.

## 주요 사업
- 배드민턴 국내외 경기의 개최 및 참가
- 배드민턴 경기기술의 연구 및 향상
- 배드민턴경기에 관한 선전 및 계몽